# Kurlak
Kurlak (oroszul: Курлак) folyó Oroszországban, a Voronyezsi területen.

## Folyása
A Bityug bal oldali mellékfolyója.